# 西劉易舍姆和彭奇 (英國國會選區)

選區在大倫敦的位置

西劉易舍姆和彭奇（英語：Lewisham West and Penge），英國國會一自治市選區，包括大倫敦東南部劉易舍姆區西部的四個地方選區和布羅姆利區西北部的三個地方選區。
始設於2010年。2010年大選中原任西劉易舍姆選區議員、工黨的吉姆·杜德以41.1%選票成功連任。